# Comuna Novooleksandrivka, Sînelnîkove
Novooleksandrivka (în ucraineană Новоолександрівка) este o comună în raionul Sînelnîkove, regiunea Dnipropetrovsk, Ucraina, formată din satele Novooleksandrivka (reședința), Panasivka și Petrivske.

## Demografie
Componența lingvistică a satului Novooleksandrivka
     Ucraineană (90,97%)
     Rusă (8,25%)
     Alte limbi (0,35%)
Conform recensământului din 2001, majoritatea populației satului Novooleksandrivka era vorbitoare de ucraineană (90,97%), existând în minoritate și vorbitori de rusă (8,25%).